# فرط تنسج كظر خلقي متأخر البدء
فرط تنسج الكظر الخلقي متأخر البدء أو فرط تنسج الكظر الخلقي غير التقليدي، هو الشكل الألطف من فرط تنسج الكظرية الخلقي. يمثل الأخير مجموعة اضطرابات جسدية متنحية يحدث فيها خلل بتخليق الكورتيزول، وهذا يؤدي إلى درجات متفاوتة من فرط الأندروجين في الفترة التالية للولادة.
يحدث فرط تنسج الكظر الخلقي متأخر البدء وفرط تنسج الكظر الخلقي التقليدي نتيجةً لنفس الأسباب، وتعتبر طفرات الجين CYP21A2 مسؤولة عن معظم الحالات. تسبب طفرات الجين السابق تغير في نشاط إنزيم الهيدروكسيلاز 21 البروتيني، وهذا يؤدي في النهاية إلى زيادة إنتاج الأندروجينات. تؤثر طفرات جينية أخرى على الإنزيمات المشاركة في استقلاب الستيرويدات كالبروتين 11 بيتا هيدروكسيلاز و 3 بيتا-هيدروكسي ستيرويد ديهيدروجيناز. تعتبر الطفرات السابقة من أسباب فرط تنسج الكظر الخلقي، ولكنها أقل تواترًا مقارنةً بطفرات CYP21A2. يبلغ معدل انتشار المرض بين 0.1% و2% اعتمادًا على الفئة المدروسة، وهو أحد أشيع الأمراض الوراثية المتنحية لدى البشر. تكون الفيزيولوجيا المرضية الخاصة بالمرض معقدة، وقد لا تظهر الأعراض لدى جميع الأفراد المصابين.

## ظهور الأعراض
يأتي مرضى فرط تنسج الكظر الخلقي متأخر البدء عادةً بشكايات ناجمة عن فرط الأندروجين لا عن عوز الستيرويدات القشرية السكرية؛ وهي حالة لا ينتج الجسم فيها كميات كافية من الكورتيزول. يكون ضعف تخليق الكورتيزول خفيف وصامت سريريًا. يملك مرضى فرط تنسج الكظر الخلقي متأخر البدء نفس قيمة الكورتيزول القاعدية المشاهدة لدى لأفراد الأصحاء، ولكن مستوى الذروة لديهم يكون أقل. يساهم منحنى الكورتيزول النهاري المسطح في اضطراب عمل الساعة البيولوجية المركزية والمحيطية، وهذا يؤدي لعواقب صحية سيئة.
قد يسبب فرط الأندروجين لدى الإناث أعراض تتضمن ما يلي: شعرانية وندرة طموث وحب شباب وعقم وصلع ذكري النمط.
لا يعاني الذكور عامةً من أي أعراض. ومع ذلك، قد يعاني البعض من حب الشباب والصلع المبكر والتهاب البروستاتا المزمن ومتلازمة الآلام الحوضية المزمنة، وقد يسبب المرض في حالات نادرة أورام بقايا كظرية أو خصيوية.
يشخص المرض وتظهر الأعراض عادةً بعد سن البلوغ. مع ذلك، قد يشخص المرض لدى الأطفال بعد وصولهم لمرحلة عنفوان التكظر -التابعة لمراحل النضوج الجنسي- باكرًا.
تكون درجة الاضطراب الهرموني لدى مرضى فرط تنسج الكظر الخلقي متأخر البدء طفيفة نسبيًا. وبشكل عام، لم يخضع هؤلاء المرضى لدراسات موسعة. تحدث تبدلات في المحور الوطائي- النخامي- الكظري حتى في هذا الشكل الخفيف من المرض، وهذا قد يلعب دورًا في التعرضية النفسية المرافقة له.

## التشخيص
وصف عالم الكيمياء الحيوية الفرنسي جاك ديكور فرط تنسج الكظر الخلقي متأخر البدء لأول مرة في عام 1957. يختلف الاضطراب متأخر البدء عن التقليدي في عدة نقاط؛ فهو لا يسبب اختلاف في شكل الأعضاء التناسلية وغير مهدد الحياة ويظهر بعد الولادة. على عكس فرط تنسج الكظر الخلقي التقليدي، لا يمكن بشكل عام كشف فرط تنسج الكظر الخلقي متأخر البدء عند فحص حديثي الولادة. لا يعاني كثير من المرضى (ذكور وإناث) من أي أعراض خلال فترة الطفولة والمراهقة، ولكنهم يدركون احتمال الإصابة به بعد تشخيص أحد أفراد الأسرة الآخرين. يعتقد أن 90% من النساء المصابات بالاضطراب متأخر البدء يمضين حياتهم دون تشخيص المرض. يكون الظهور المبكر لشعر العانة أول الأعراض التي تظهر لدى الإناث الشابات. كان أبكر تشخيص معروف لأنثى تبلغ من العمر 6 أشهر عندما ظهر لها شعر عانة بهذا العمر. تتضمن الأعراض الأخرى حب الشباب واضطراب الطمث والشعرانية عند الإناث وتساقط الشعر عند الذكور. يشخص في كثير من الأحيان فرط تنسج الكظر الخلقي متأخر البدء خطًا على أنه متلازمة تكيس المبايض.
يشخص فرط تنسج الكظر الخلقي متأخر البدء عادةً في سياق تقييم العقم عند النساء. يتراكم البروجسترون مع 17 ألفا هيدروكسي البروجيسترون خلال المرحلة الجرابية من الدورة الشهرية، وهذا يرقق بطانة الرحم ويغير مخاط عنق الرحم بطريقة مشابهة لتأثير موانع الحمل التي تحتوي على البروجستيرون. ولهذا، يتداخل الأمر مع الدورة الطمثية الطبيعية، ما قد يؤدي إلى ندرة الطموث وانقطاع الطمث وتقليل ولوج الحيوانات المنوية. يؤدي التطور غير الطبيعي لبطانة الرحم إلى انخفاض تقبل الرحم، وهذا يلعب دورًا في العقم الناجم عن المرض. تحمل معظم النساء المصابات بفرط تنسج الكظر الخلقي متأخر البدء في غضون عام مع العلاج أو بدونه، ولكن يكون خطر الإجهاض مرتفع لديهن.
يختلف الإجراء التشخيصي باختلاف العوز الإنزيمي المسبب للمرض. كذلك، تختلف مستويات الأندروجين الدقيقة والمشخصة للمرض باختلاف طرق القياس، وتخضع للتعديل في حالات محددة، وهي قيد البحث المكثف حاليًا. تعتمد بعض البروتوكولات على قياس مستويات 17 ألفا هيدروكسي البروجيسترون مع أو بدون اختبار تحفيز الهرمون الموجه لقشر الكظر.

### عوز هيدروكسيلاز-21

#### الاختبار الماسح
تقاس المستويات المصلية من 17 ألفا هيدروكسي البروجيسترون صباحًا بين اليوم الثالث والخامس من الدورة الشهرية (للإناث) لتقليل احتمالية النتائج الإيجابية الخاطئة. يلجأ الأطباء لهذا الاختبار عند الشك بعوز 21- هيدروكسيلاز، وهو يستخدم كعلامة تدل على نشاط هذا الإنزيم منذ الثمانينيات. ما تزال قيمة القاعدية الفاصلة لاختبار 17 ألفا هيدروكسي البروجيسترون موضع نقاش. يشيع استخدام القيمة 2.0 نانوغرام/ مل، ولكن توفر القيمة 1.7 نانوغرام/ مل انتقائية أفضل. اعتمدت معظم الأبحاث التي درست التشخيص الكيميائي الحيوي لفرط تنسج الكظر الخلقي متأخر البدء على المقايسات المناعية المباشرة لهرمون 17 ألفا هيدروكسي البروجيسترون -كالمقايسات المناعية الشعاعية أو مقايسة التألق المفصول زمنيًا. ولهذا، قد تكون المشاكل المرتبطة بالموثوقية والتفاعلية المتصالبة لهذه الطرق سببًا لاختلاف القيم القاعدية الفاصلة الموصى بها. يهدف استخدام تقنية استشراب السائل مع مطيافية الكتلة إلى تحسين دقة الاختبار وزيادة الجودة التشخيصية لفرط تنسج الكظر الخلقي متأخر البدء. لم تثبت فائدة القياسات العشوائية لاختبار 17 ألفا هيدروكسي البروجيسترون، لأنها تكون طبيعية في معظم الأحيان أو عالية جدًا في الطور الأصفري من الدورة الطمثية لدى الإناث. بعد قياس المستويات القاعدية، يؤكد التشخيص عبر إعطاء الهرمون الموجه لقشر الكظر ومقارنة مستوى 17 ألفا هيدروكسي البروجيسترون قبل إعطائه وبعده. يكون الاختبار مشخص للمرض في حال ارتفاع مستوى 17 ألفا هيدروكسي البروجيسترون أكثر من 10 نانوغرام/ مل في الدقيقة 60 بعد التحفيز.

#### مسار تخليق الأندروجين الخفي
قد تكون المسارات الخفية لتخليق الأندروجين هي سبب زيادة الأندروجين في عوز هيدروكسيلاز-21 -خاصةً في الحالات الخفيفة -كما فرط تنسج الكظر الخلقي متأخر البدء. لا تؤخذ المسارات الخفية بعين الاعتبار في التقييم السريري للمرضى الذين يعانون من فرط الأندروجين - كما في فرط تنسج الكظر الخلقي متأخر البدء، وقد تكون مصدر للعثرات التشخيصية والارتباك. أظهرت دراسة حالة واحدة أهمية المستويات المصلية من 5 ألفا ديهدروتستوستيرون ومسارات تخليق الأندروجين الخفية في تشخيص فرط تنسج الكظر الخلقي متأخر البدء، وذلك لم يكن واضحًا عند النظر لمستويات هرمون التستوستيرون وحدها.

### نقص 11 بيتا هيدروكسيلاز
تحدد فعالية 11 بيتا هيدروكسيلاز من خلال مراقبة المستوى القاعدي لهرمون 11-ديوكسي كورتيزول. يوجهنا المستوى الذي يزيد عن 10 نانوغرام/ مل إلى المتابعة باختبار تحفيز الهرمون الموجه لقشر الكظر. يشخص فرط تنسج الكظر الخلقي متأخر البدء في حال ارتفعت قيم 11 بيتا هيدروكسيلاز لأكثر من 18 نانوغرام/ مل في الدقيقة 60 بعد التحفيز.

### عوز 3 بيتا هيدروكسي ستيرويد ديهيدروجيناز
تحدد فعالية 3بيتا هيدروكسي ستيرويد ديهيدروجيناز من خلال مراقبة المستوى القاعدي للستيرويد 17 ألفا هيدروكسي البريجينولون. يشخص فرط تنسج الكظر الخلقي متأخر البدء في حال كانت قيمة هذا الستيرويد أكثر من 30 نانوغرام/ مل ونسبة 17 ألفا هيدروكسي البريجينولون إلى الكورتيزول أعلى من 10(انحراف معياري).